# Regulice (gromada)
Regulice (od 31 XII 1961 Alwernia) – dawna gromada, czyli najmniejsza jednostka podziału terytorialnego Polskiej Rzeczypospolitej Ludowej w latach 1954–1972.
Gromady, z gromadzkimi radami narodowymi (GRN) jako organami władzy najniższego stopnia na wsi, funkcjonowały od reformy reorganizującej administrację wiejską przeprowadzonej jesienią 1954 do momentu ich zniesienia z dniem 1 stycznia 1973, tym samym wypierając organizację gminną w latach 1954–1972.
Gromadę Regulice z siedzibą GRN w Regulicach utworzono – jako jedną z 8759 gromad na obszarze Polski – w powiecie chrzanowskim w woj. krakowskim, na mocy uchwały nr 20/IV/54 WRN w Krakowie z dnia 6 października 1954. W skład jednostki weszły obszary dotychczasowych gromad Alwernia, Grojec, Nieporaz i Regulice ze zniesionej gminy Alwernia w tymże powiecie. Dla gromady ustalono 27 członków gromadzkiej rady narodowej.
Gromadę Regulice zniesiono 31 grudnia 1961 w związku z przeniesieniem siedziby GRN z Regulic do Alwerni i przemianowaniem jednostki na gromada Alwernia.